# Сарајево дио — Стари Град
Сарајево дио — Стари Град је насељено мјесто у општини Источни Стари Град, град Источно Сарајево, Република Српска, БиХ. Према попису становништва из 2013. у насељу је живјело 39 становника.

## Географија
Насељено мјесто Сарајево дио — Стари Град је дио бившег јединственог насељеног мјеста Сарајево дио — Стари Град, који је након потписивања Дејтонског споразума остао у Републици Српској. Насеље је мале површине и налази се у југозападном дијелу општине. Припада мјесној заједници Требевић.
Дијелови насељеног мјеста Сарајево дио — Стари Град:
- Златиште
- Јарчедоли
- Махмутовац
- Мошћаница

## Становништво
Према попису становништва из 1991. године, јединствено насељено мјесто је имало 48.794 становника. Према подацима Агенције за статистику Босне и Херцеговине на попису становништва 2013. године, у општини је пописано 39 лица.